# Köhlersche Ahnengalerie
Die Köhlersche Ahnengalerie oder Köhlersche Sammlung besteht aus ca. zwanzig Familienporträts, die im Auftrage des Lübecker Juristen und Bürgermeisters Anton Köhler in der ersten Hälfte des 17. Jahrhunderts von verschiedenen Künstlern geschaffen wurde. Sie ist neben der Bürgermeistergalerie im Lübecker Rathaus die zweite große Porträtsammlung mit Porträts der Frühen Neuzeit in Lübeck.

## Geschichte der Sammlung
Auf Anton Köhlers Veranlassung und wohl auch im Hinblick auf seine angestrebte Nobilitierung 1653 wurden verstorbene und lebende Mitglieder seines weit verzweigten Familienkreises in 20 großen Bildern porträtiert, wobei es sich vor allem um Arbeiten von Michael Conrad Hirt, der 1635–1644 als Gast des Ratsherrn Adrian Müller in Lübeck wirkte, aber auch von den Contrafayern Johann Heinrich Kass, Zacharias Kniller und Burchard Wulff handelt. Die Köhlersche Sammlung gelangte 1856 aus dem Nachlass des Lübecker Senators und Gemäldesammlers Johann Heinrich Gaedertz in den Museumsbesitz und war zeitweilig in der Katharinenkirche aufgehängt. 1893 kamen die Bilder in das damals neue Museum am Dom und 1915 in das St.-Annen-Museum. Später waren einige der Porträts in der Bürgermeistergalerie im Langhaus des Rathauses zu sehen. 2009 wurde die Sammlung wieder als ganze vereinigt, konserviert und im St.-Annen-Museum ausgestellt. Bei den frühen Familienporträts handelt es sich um Reproduktionen des 17. Jahrhunderts anhand von anderen in Lübeck zu dieser Zeit verfügbaren Vorlagen früherer Zeiten. Die Porträtsammlung erfährt ihren Wert nicht so sehr künstlerischer Hinsicht als in ihrer kulturhistorischen Bedeutung für die Geschichte der Stadt Lübeck.
Die Sammlung ist gleichzeitig eine Lübecker Kostümkunde, die den Wandel der Mode vom Ausgang des 15. bis zur Mitte des 17. Jahrhunderts beschreibt. Die einzelnen Accessoires sind sorgfältig festgelegt und nehmen auf Lebensstationen und Lebensinhalte der dargestellten Familienmitglieder Bezug. Im Erbgang weitergereichte Kleidung lässt sich ebenso erkennen wie vererbter Familienschmuck und nicht zuletzt die häufig symbolhaft eingesetzte Zitrone kündet vom Tod der dargestellten Person in zeitlichem Zusammenhang mit der Entstehung des jeweiligen Bildes. Selbst die Denkpfennige an den Collanen entsprechen tatsächlichen Ausprägungen und nehmen auf Lebensstationen Bezug.

## Porträts in der Generationenfolge (Auswahl, nicht vollständig, im Original alle in Farbe)

### Vierte Vorfahrengeneration Anton Köhlers
Beide Ahnen dieser Generation waren Mitglieder der patrizischen Zirkelgesellschaft in Lübeck, zu der Anton Köhler keinen Zutritt fand.

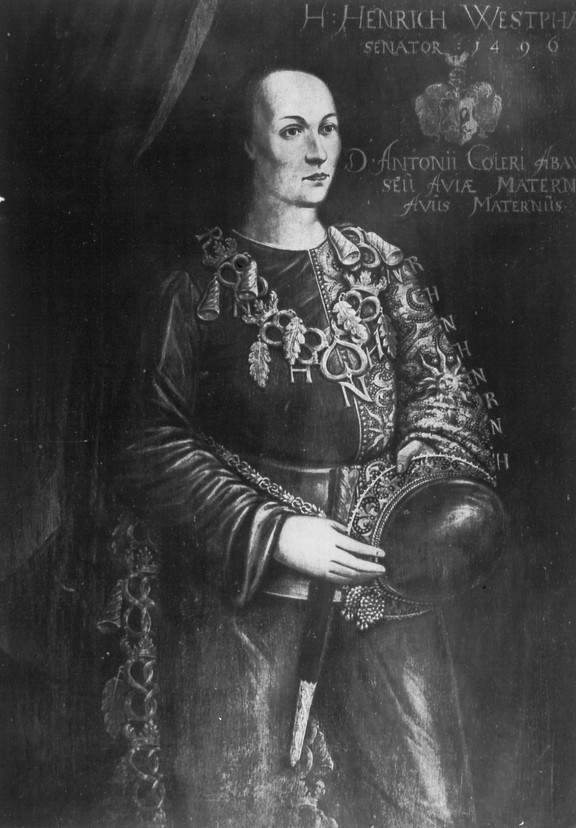
Heinrich Westfal († 1505), Lübecker Fastnachtdichter und Ratsherr ab 1496
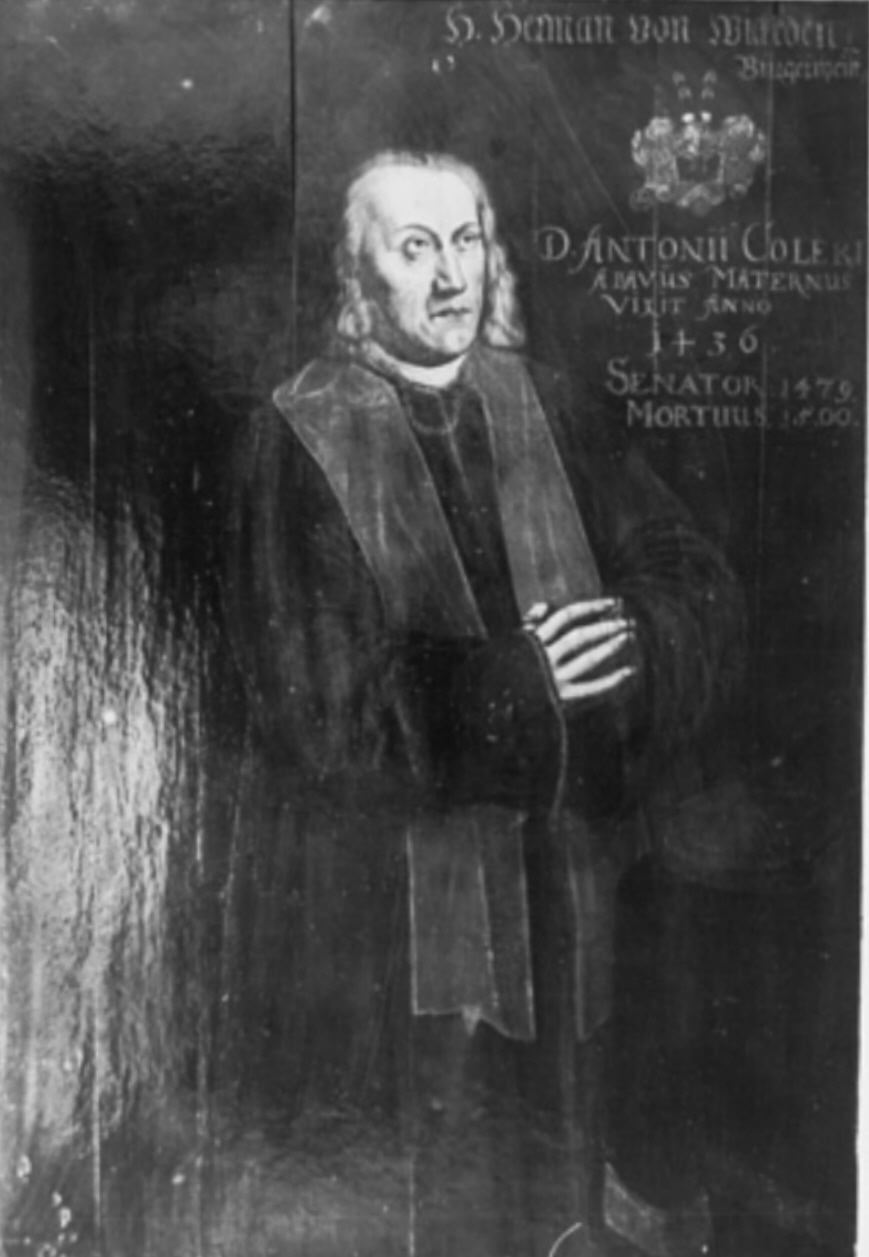
Hermann von Wickede II (1446–1501), Lübecker Bürgermeister

### Urgroßmutter und Großonkel

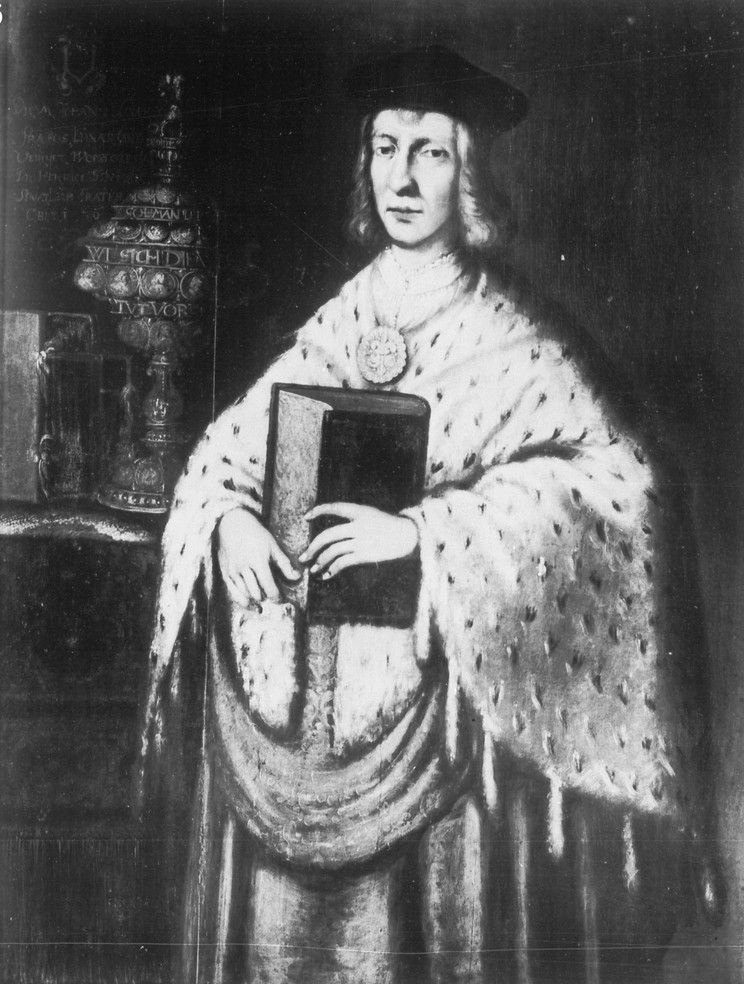
Johann Köhler († 1536), Kanoniker und Propst der Lüneburger St. Johanniskirche mit dem von ihm für das Lüneburger Ratssilber gestifteten Doppelpokal, heute im Kunstgewerbemuseum Berlin. Er war der Bruder des Großvaters Heinrich Köhler, somit Großonkel des Stifters.
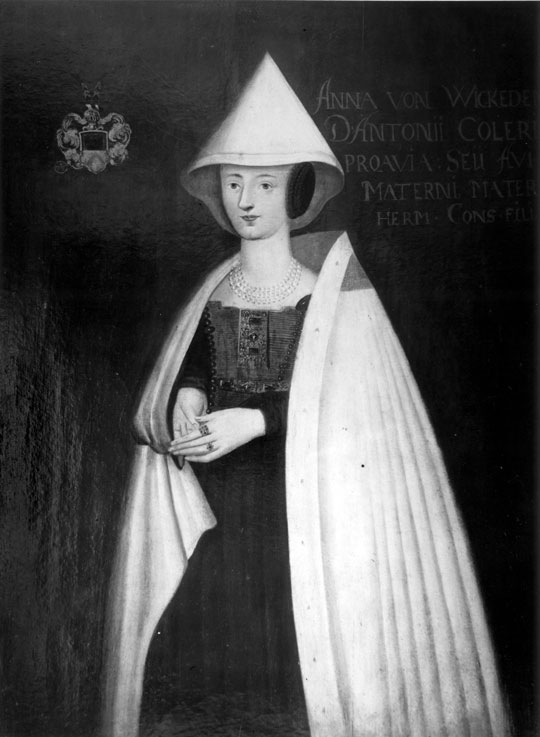
Anna von Tode, Tochter des Bürgermeisters Hermann von Wickede. Sie war verheiratet mit dem 64er Marcus Tode und Mutter von Christoph Tode. Sie trägt die vorreformatorische Tracht Lübecker Patrizierinnen, die Albert Krantz in seiner Wandalia beschreibt.

### Großeltern

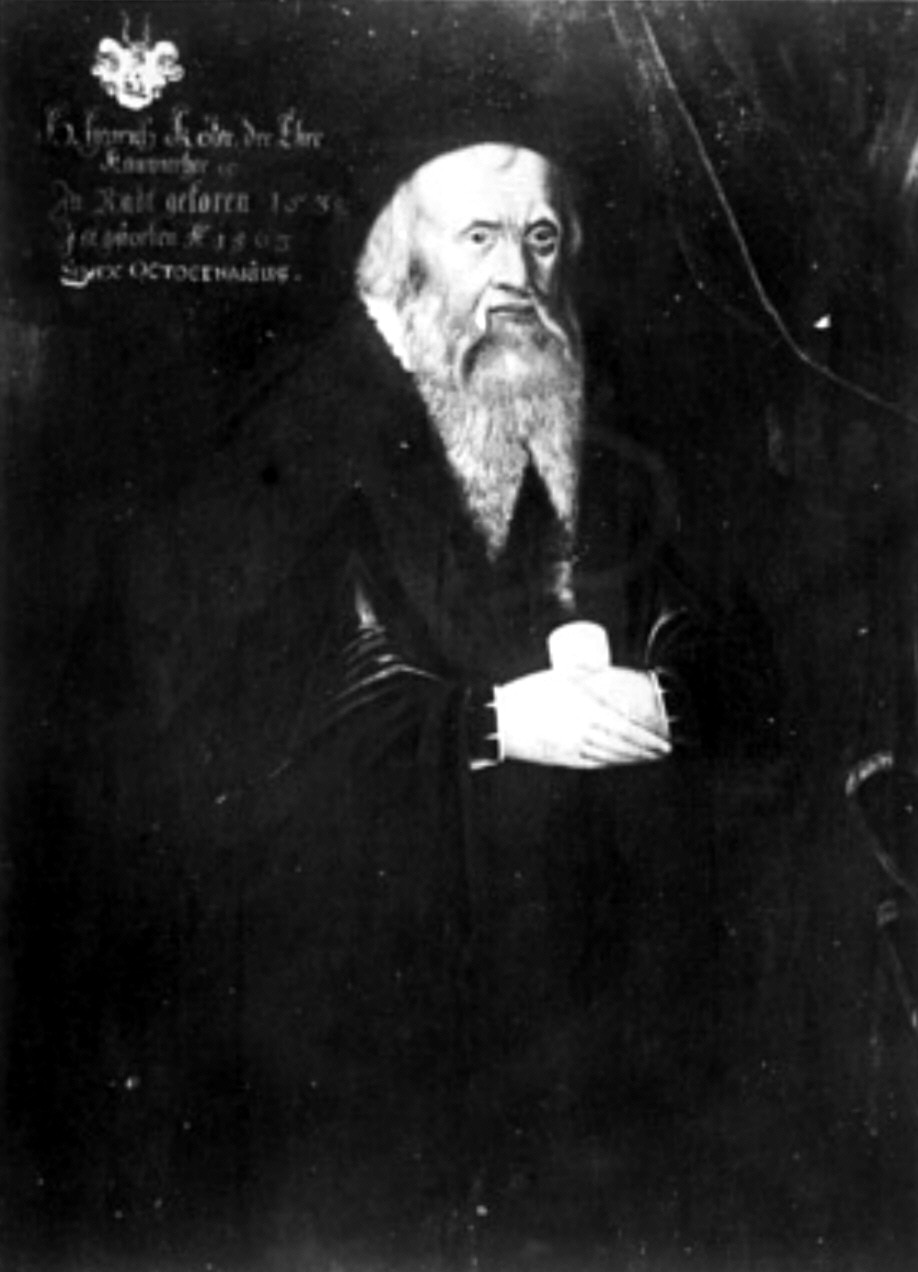
Heinrich Köhler (1495–1563), Lübecker Ratsherr (ab 1537) und Begründer der Ratsfamilie Köhler in Lübeck
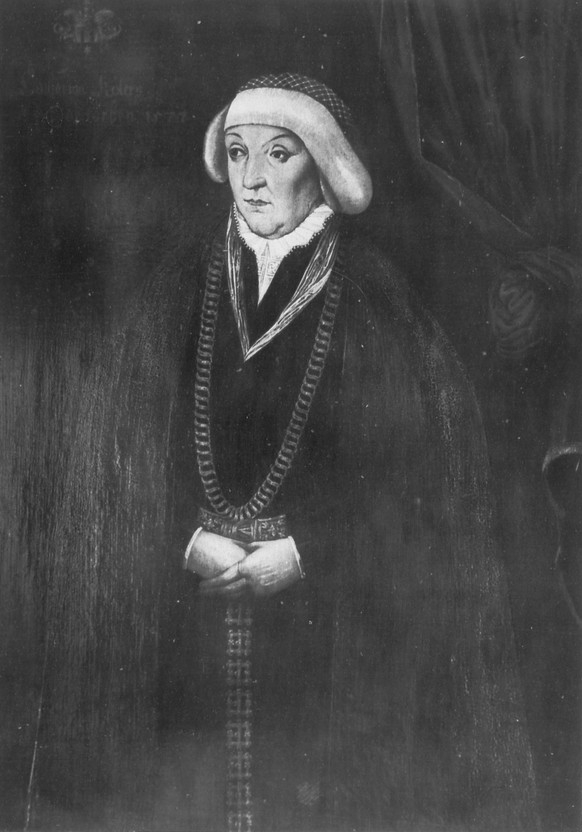
Catharina Köhler († 1577)
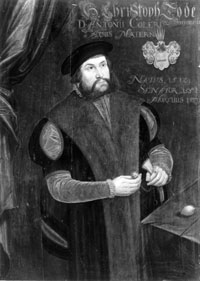
Christoph Tode (1515–1579), Lübecker Bürgermeister

### Elterngeneration

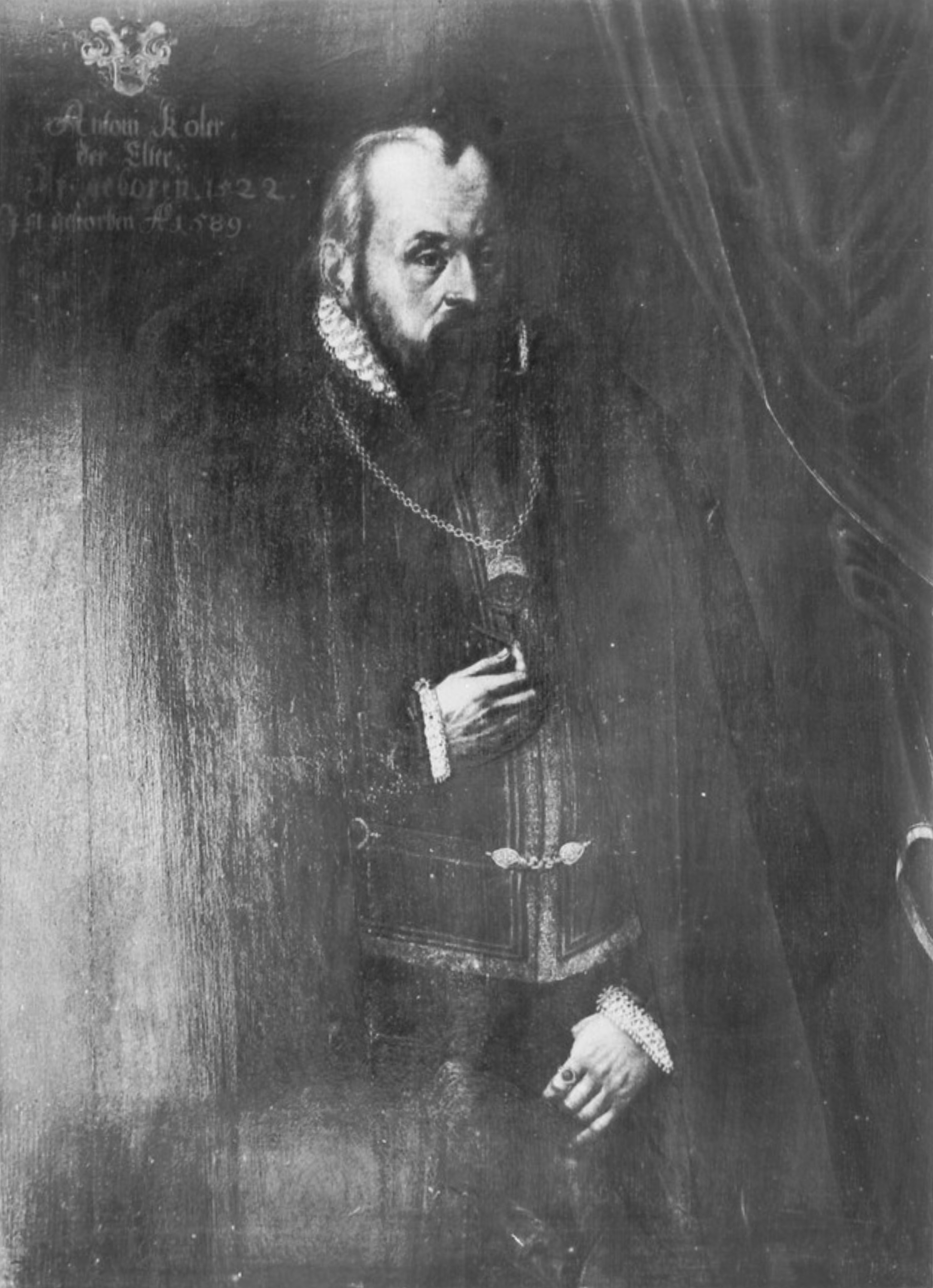
Anton Köler der Ältere (1522–1589), preußischer Vizekanzler und Vater von Heinrich und Anton Köhler
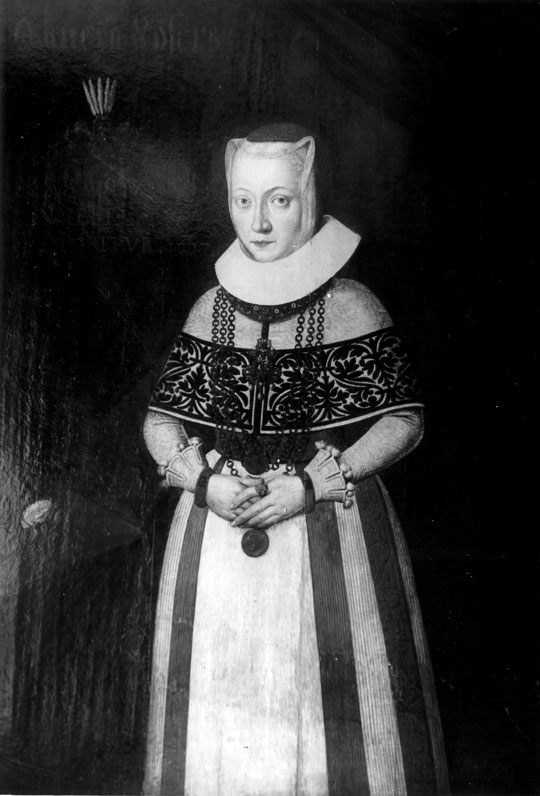
Agneta Köler, geb. Tode, die Ehefrau von Anton Köler d. Ä. und Mutter von Heinrich und Anton Köhler. Sie brachte das Lübsche Gut Bliestorf in die Familie Köhler.

### Auftraggebergeneration

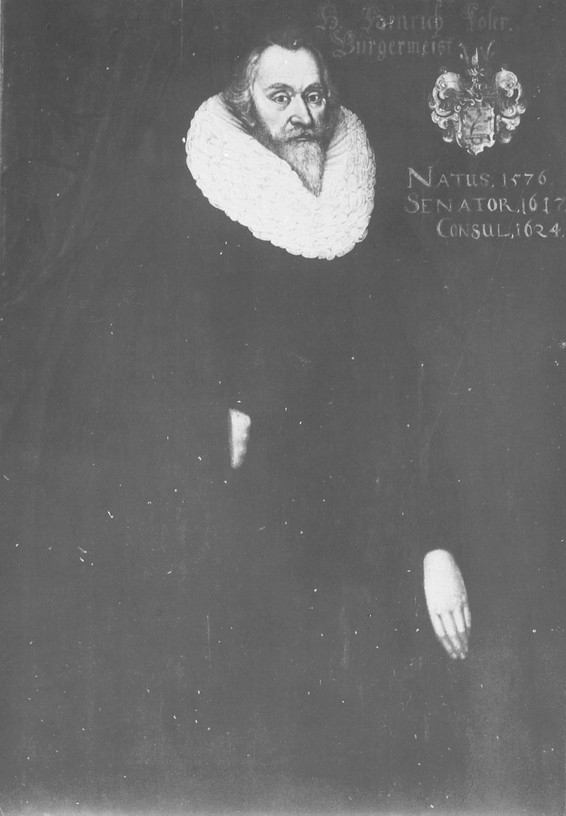
Heinrich Köhler (1576–1641), Lübecker Bürgermeister, älterer Bruder Anton Köhlers
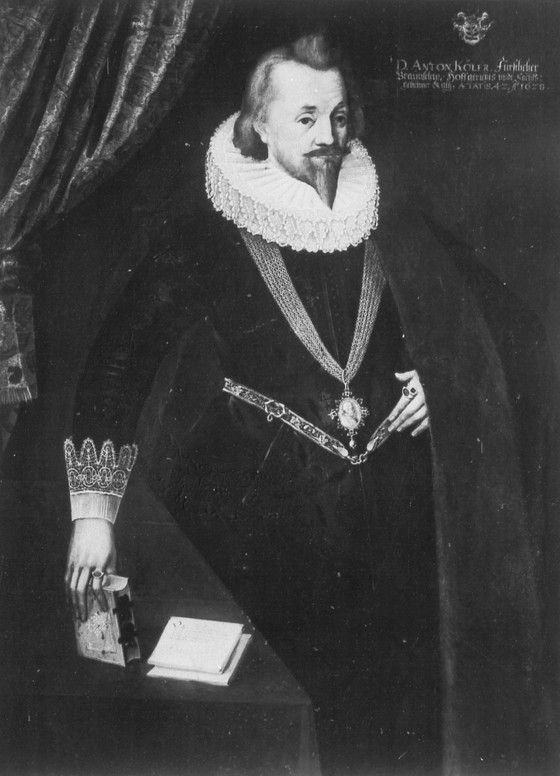
Anton Köhler im Alter von 42 Jahren
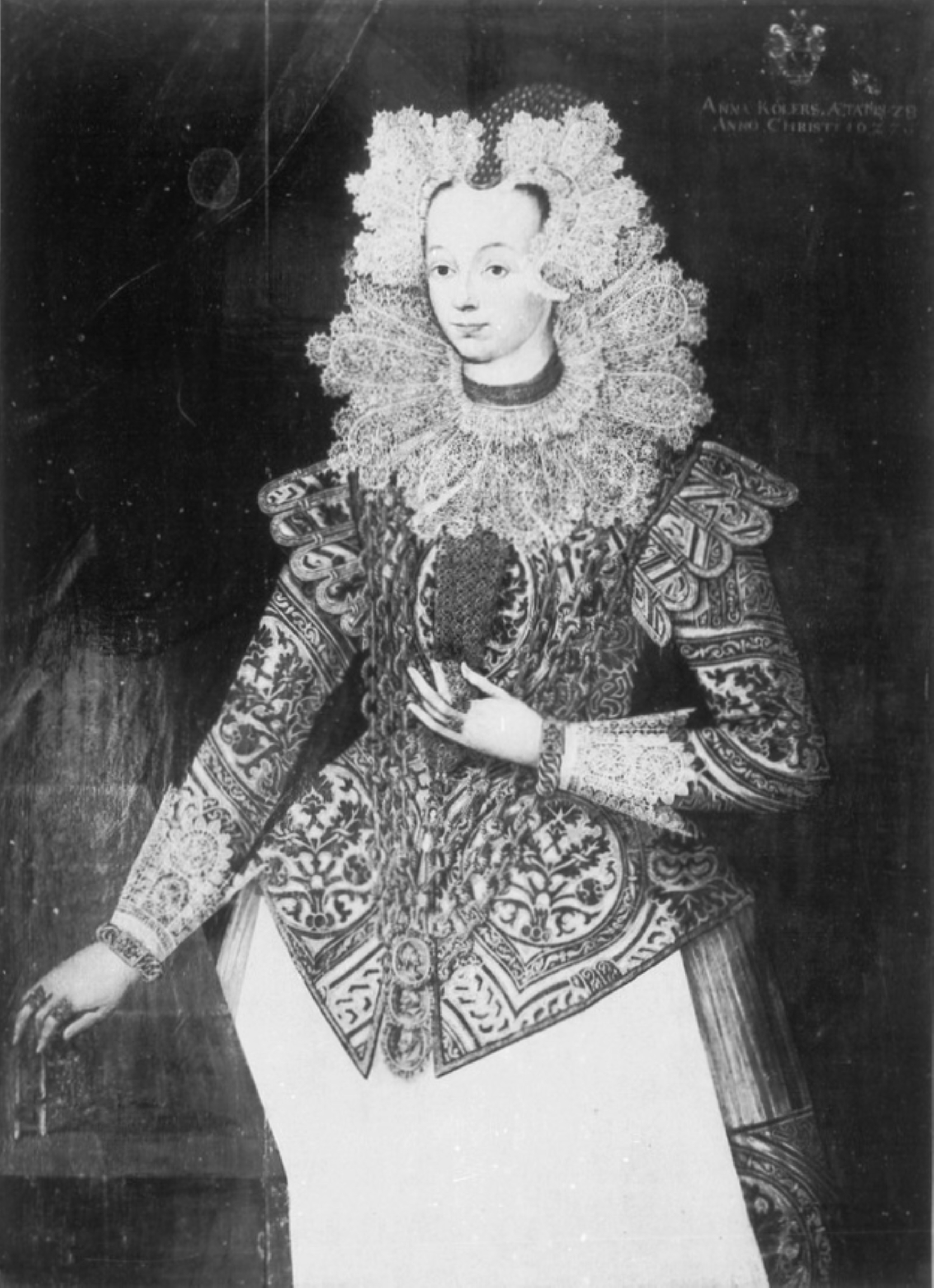
Anna Köhler geb. Hebbens (1599–1634), erste Ehefrau Anton Köhlers, 1627
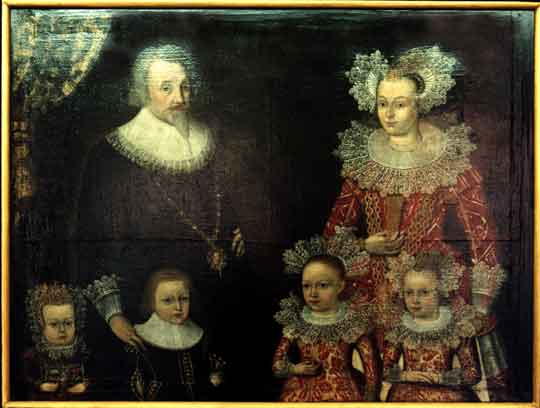
Anton Köhler mit erster Ehefrau geb. Hebbens (1633)
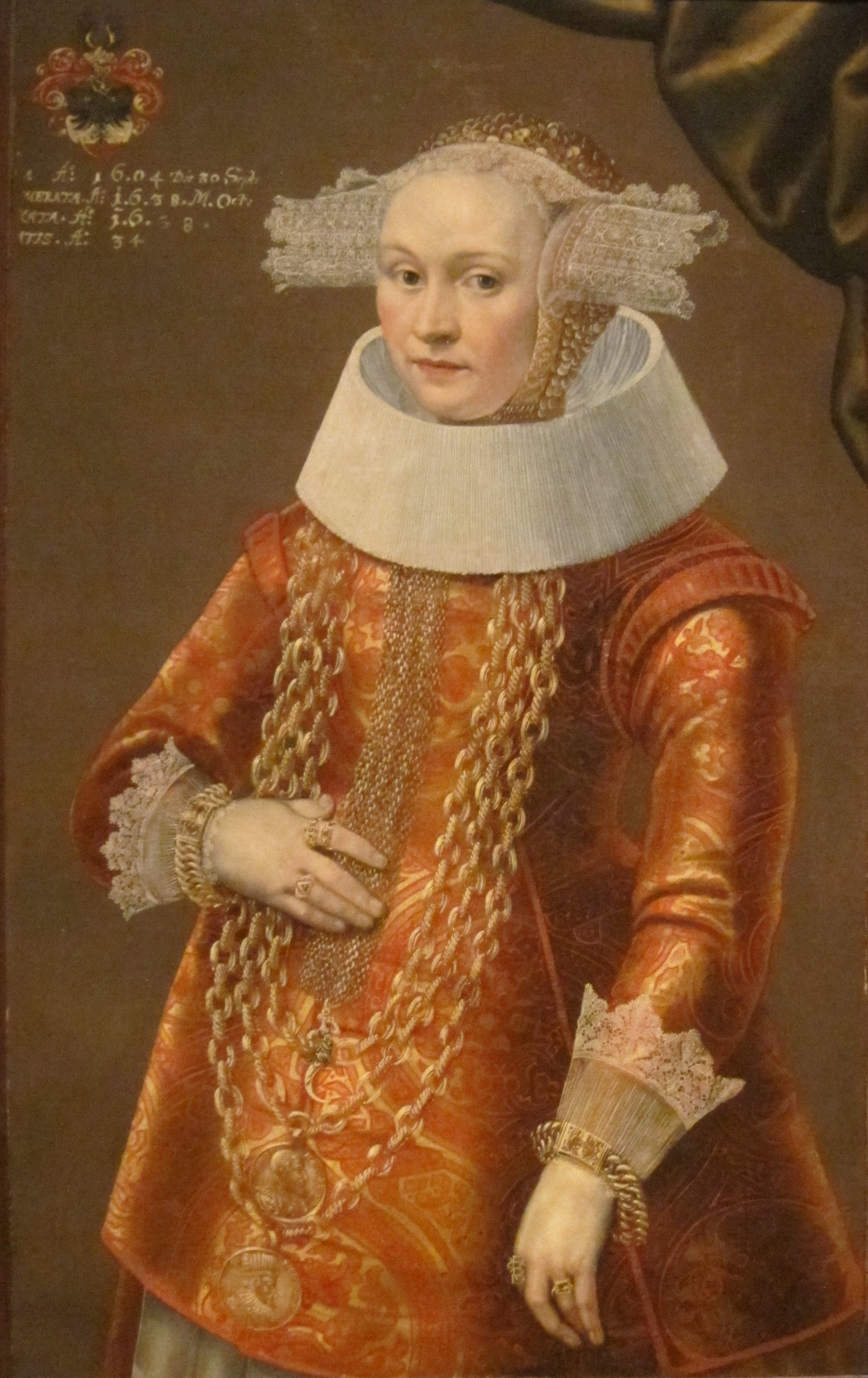
Michael Conrad Hirt: Magdalena Brömse, Tochter des Lübecker Ratsherrn Dietrich Brömse, die zweite Ehefrau Anton Köhlers (oder eine Schwester?, im Dayton Art Institute)
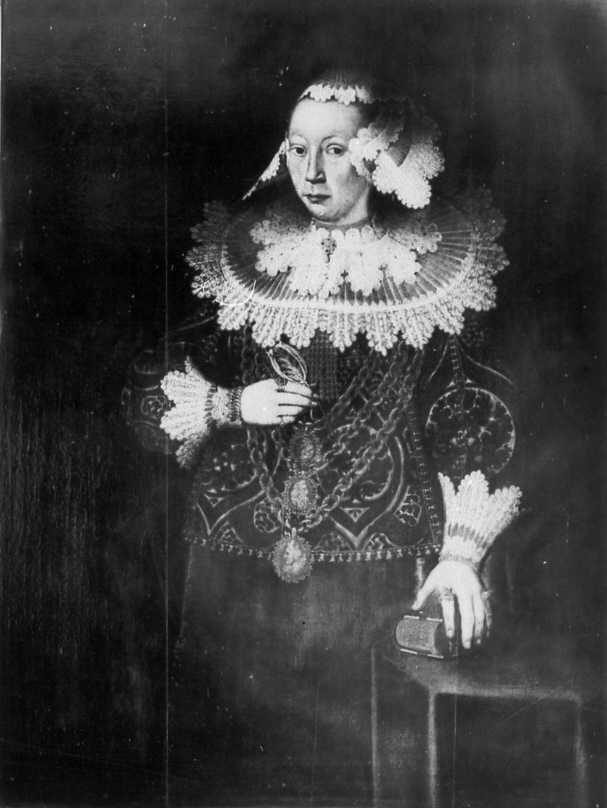
Johann Heinrich Kass: Magdalena Brömse, Tochter des Lübecker Ratsherrn Dietrich Brömse, die zweite Ehefrau Anton Köhlers. Sie trägt den umgearbeiteten Brustleib der 1. Ehefrau Anna
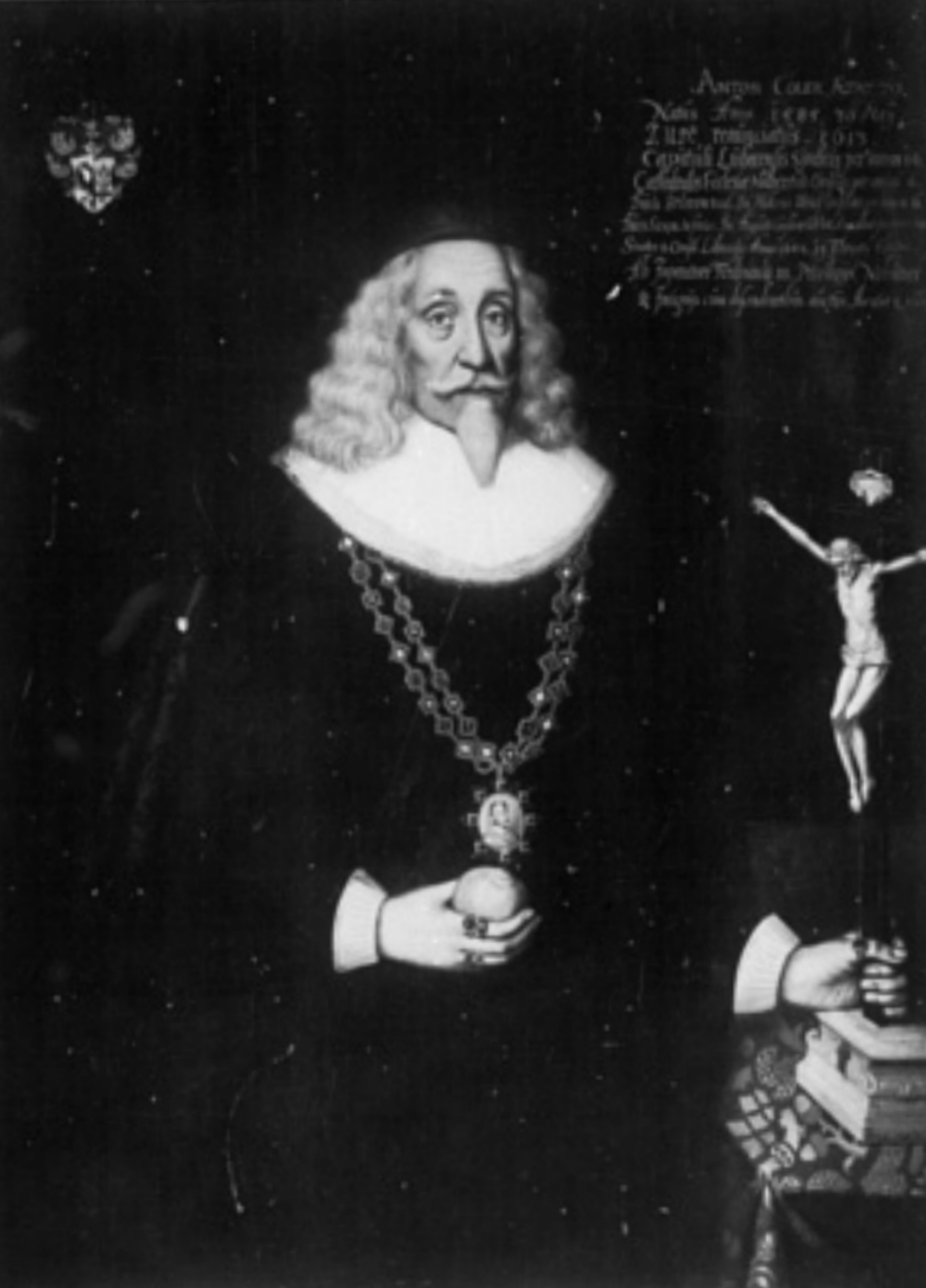
Zacharias Kniller: Anton Köhler (1585–1657), Lübecker Bürgermeister in seinem Todesjahr 1657

### Nachfahrengeneration Anton Köhlers

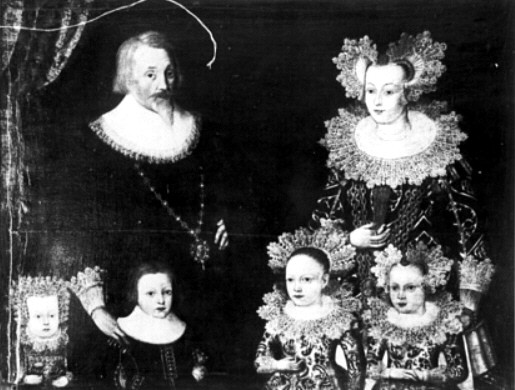
Anton Köhlers Abkömmlinge aus erster Ehe (1633)
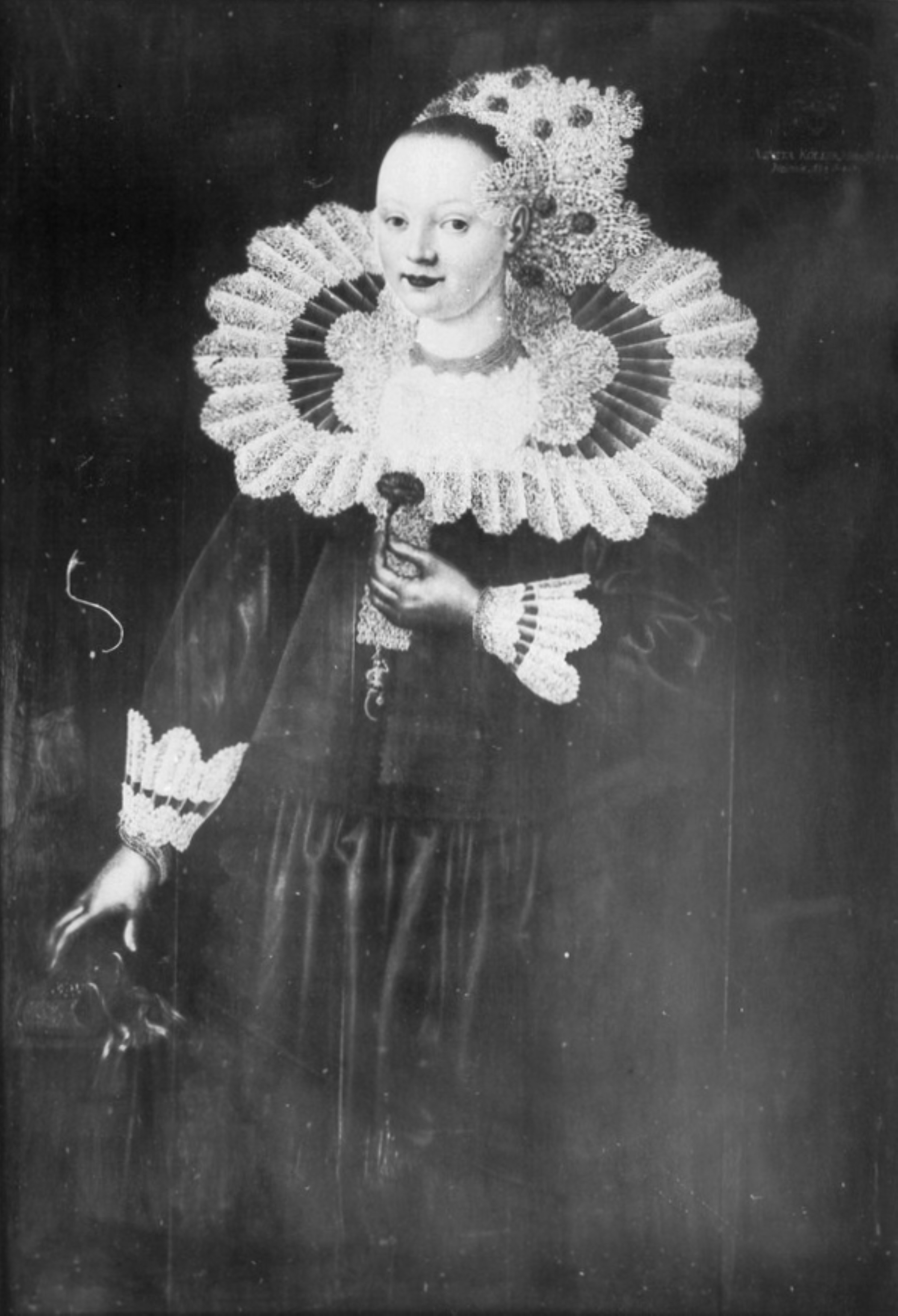
Michael Conrad Hirt: Agneta Köhler (1625–1640), Tochter aus erster Ehe, Ehefrau des Ratsherrn Thomas Heinrich von Wickede
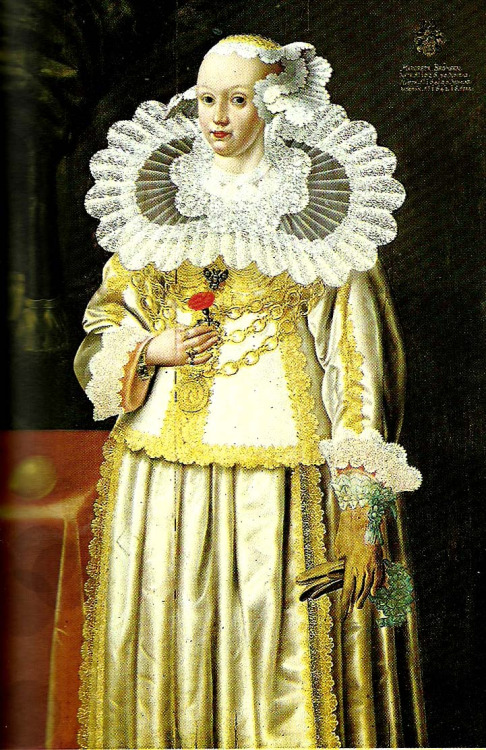
Michael Conrad Hirt: Margaretha Köhler, Tochter aus erster Ehe und Ehefrau des Ratsherrn Diedrich von Brömbsen
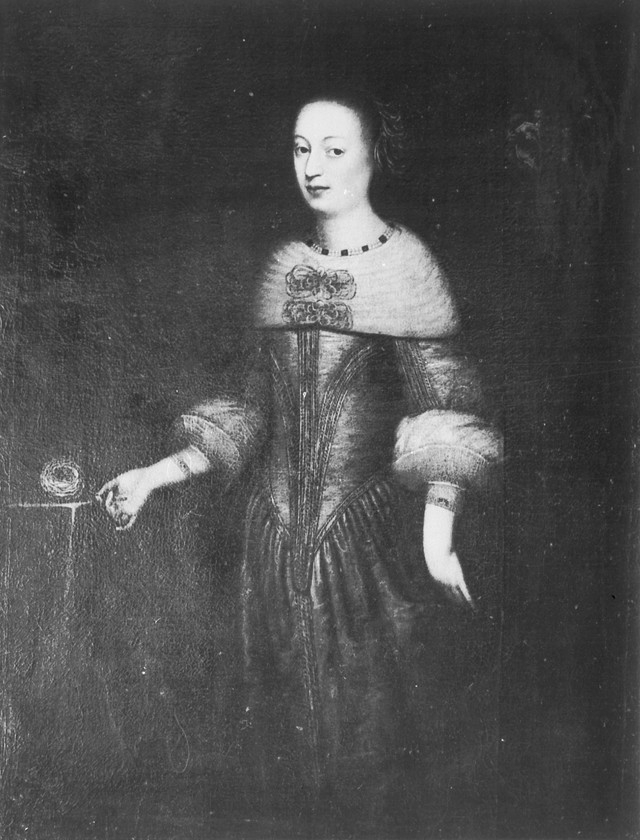
Burchard Wulff: Engel Köhler, einziges Kind von sieben aus zweiter Ehe in der Sammlung